# الحياة التاسعة للويس دراكس
الحياة التاسعة للويس دراكس هو فيلم من نوع غموض وإثارة أُصدر في 2015. الفيلم من إخراج ألكسندر أجا، أما السيناريو فكان من كتابة ماكس مينغيلا.

## القصة
تدور أحداث الفيلم حول طبيب نفسي يُدعى آلان باسكال (جايمي دورنان)، يبدأ في التعامل مع صبي صغير يعاني حالة غامضة من الانفصال عن الواقع في عيد ميلاده التاسع، وهى حالة يختبر فيها حدود عالم الواقع وعالم الخيال، فتختلط عليه أمورهما.

## طاقم التمثيل
- جوليان وادام [الإنجليزية]‏
- باربرا هيرشي
- Aiden Longworth ‏
- آرون بول
- أوليفر بلات
- مولي باركر
- جين ماكجريجور
- سارة جادون
- جيمي دورنان

## الإنتاج
موسيقى الفيلم التصويرية كانت من تأليف باتريك واتسون.

## الاستقبال

### الميزانية والإيرادات
بلغت إيرادات الفيلم 288,931 دولار أمريكي.

## وصلات خارجية
- الحياة التاسعة للويس دراكس على موقع IMDb (الإنجليزية)
- الحياة التاسعة للويس دراكس على موقع ميتاكريتيك (الإنجليزية)
- الحياة التاسعة للويس دراكس على موقع روتن توميتوز (الإنجليزية)
- الحياة التاسعة للويس دراكس على موقع نتفليكس (الإنجليزية)
- الحياة التاسعة للويس دراكس على موقع قاعدة بيانات الأفلام العربية
- الحياة التاسعة للويس دراكس على موقع ألو سيني (الفرنسية)
- الحياة التاسعة للويس دراكس على موقع Turner Classic Movies (الإنجليزية)
- الحياة التاسعة للويس دراكس على موقع أول موفي (الإنجليزية)
- الحياة التاسعة للويس دراكس على موقع قاعدة بيانات الفيلم (الإنجليزية)
- الحياة التاسعة للويس دراكس على موقع ليتربوكسد (الإنجليزية)